# Vlašský dvůr
Vlašský dvůr, někdy nazývaný Kutnohorská mincovna, je zachovaný zeměpanský hrádek v Kutné Hoře v sousedství kostela svatého Jakuba. Jeho jádrem je bývalý královský palác s mincovnou, založený před rokem 1300 králem Václavem II. a později několikrát přestavěný. Razily se zde stříbrné mince – pražské groše, a tolary. Je chráněn jako kulturní památka a od roku 1962 také jako národní kulturní památka ČR. Objekt byl dostavěn kolem roku 1400 pro krále Václava IV., další úpravy provedeny v 90. letech 15. století pro krále Vladislava II., Jagellonského, tehdy byl také z jižní strany přistavěn dům mincmistra. Po skončení provozu mincovny ve druhé čtvrtině 18. století začal dvůr chátrat. Teprve v letech 1893-1899 jej architekt Ludvík Lábler razantně obnovil v novogotické puristické podobě. K jeho spolupracovníkům patřil sochař a řezbář Jan Kastner, jehož novogotické vybavení místností (nábytek, architektura oltářů v kapli, aj.) jsou tak dokonale stylové, že je historikové umění těžko odlišovali od středověkých.

## Popis
Uzavřený objekt na půdorysu nepravidelného čtverce má čtyři křídla. Z vnitřního nádvoří vedou původní nyní zazděné portály vstupů do osmi dílen (šmiten) královských horních měst. Každá šmitna byla označena tesaným městským znakem, z nichž se dochovalo šest fragmentů: jsou to znaky Litoměřic, Kladska, Jihlavy, Opavy, Mostu a Písku. Provoz mincovny byl zahájen roku 1300 a ukončen roku 1727.
Vlašský dvůr je palác s několika síněmi, s honosnou domácí kaplí, pod níž je pokladnice s okovanými dveřmi a v kameni tesanou latinskou výstrahu. Její překlad zní „Nedotýkej se mne!“
- Zasedací síň (také Audienční síň) byla zcela adaptována koncem 19. století, má novogotický trámový strop a nástěnné malby: Dekret Kutnohorský a Volba Vladislava Jagellonskéhoz let 1899–1900 od malířů Karla Klusáčka a bratří Jaroslava a Špillarových. K roku 1488 byla rezidenční část dvora adaptována pro krále Vladislava Jagellonského. Z doby renesance se dochovala bronzová pamětní deska; z řezbářské dílny Jana Kastnera jsou konšelské lavice a ostatní dřevěné vybavení, rekonstruoval také poškozené části gotických oltářů.
- Kaple sv. Václava a sv. Ladislava v prvním patře je gotický síňový prostor se síťovou klenbou sklenutou na střední pilíř, pětibokým presbytářem v arkýři vybíhá do nádvoří. Je dílem parléřovské huti a vznikla současně se soukromou kaplí krále Václava IV., která byla umístěna pod ní v přízemí. Byla vysvěcena roku 1389. Má dekorativní novogotickou výmalbu stěn z 19. století. Cenné pozdně gotické vybavení tvořily tři oltáře. Malovaná oltářní archa s reliéfem Smrti Panny Marie a malbou čtyř světic na křídlech byla objednána v Norimberku. Votivní obraz s bolestným Kristem v hrobě mezi svatými Václavem a Ladislavem objednal nejvyšší mincmistr Českého království Jan Horstoffar z Malesic a dal se na něm znázornit jako klečící prosebník spolu s králem Vladislavem Jagellonským (v kapli je kopie, originál desky je v muzeu).
- Hranolová věž v průčelí
- Kašna na nádvoří

Návštěvnost Vlašského dvora, který je celoročně veřejně přístupný, dosahuje 25 až 47 tisíc návštěvníků ročně.

## Galerie

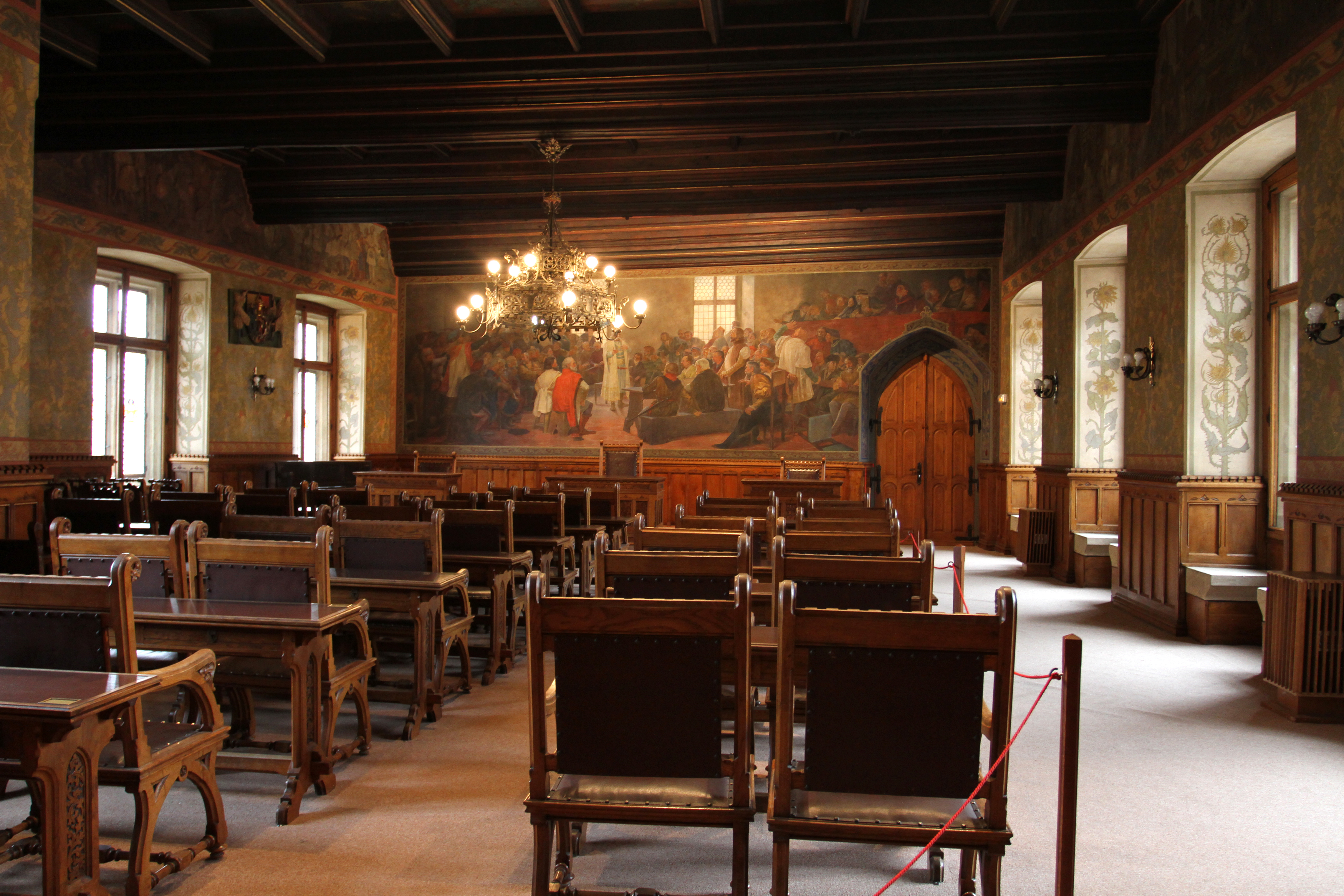
Zasedací síň
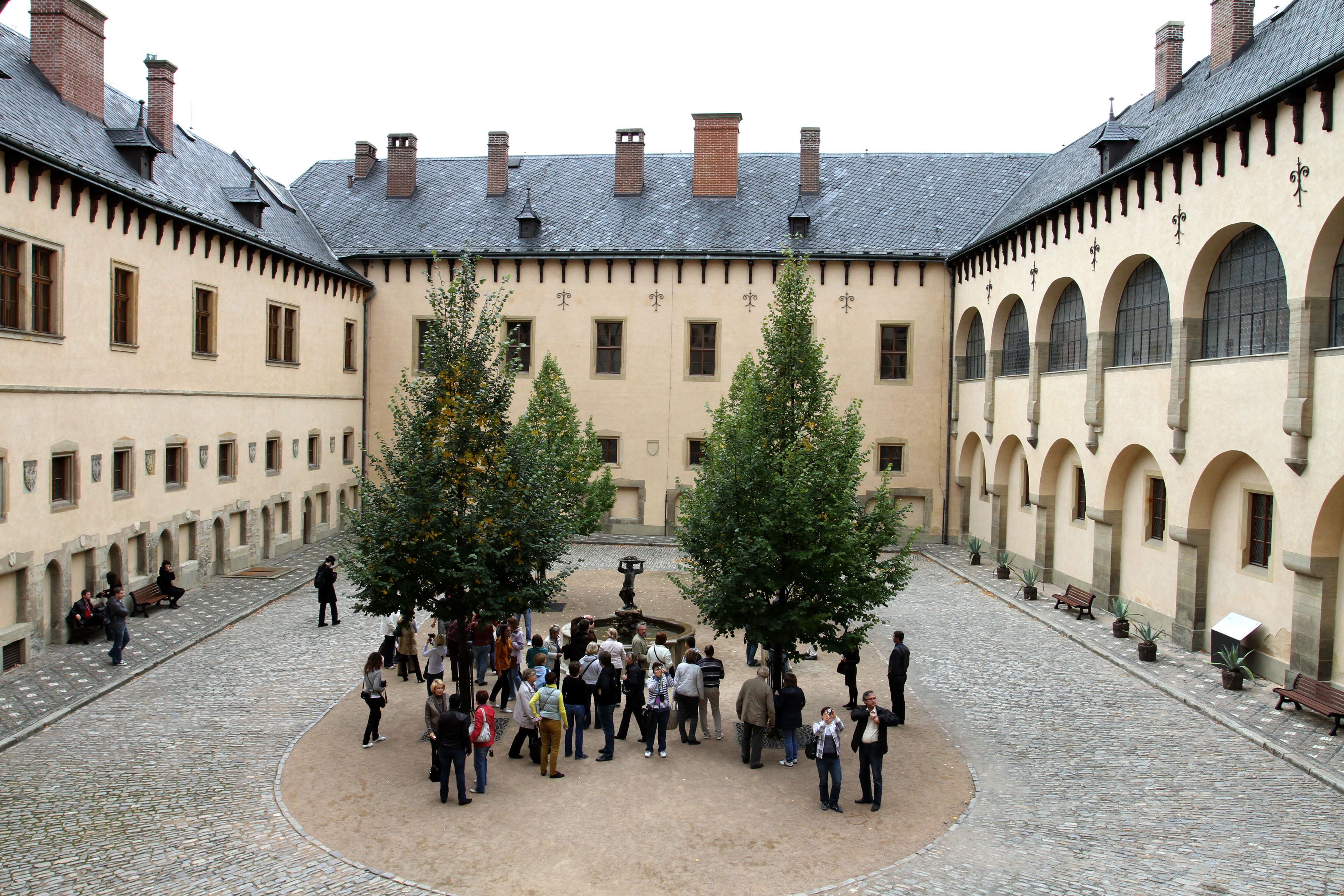
Nádvoří
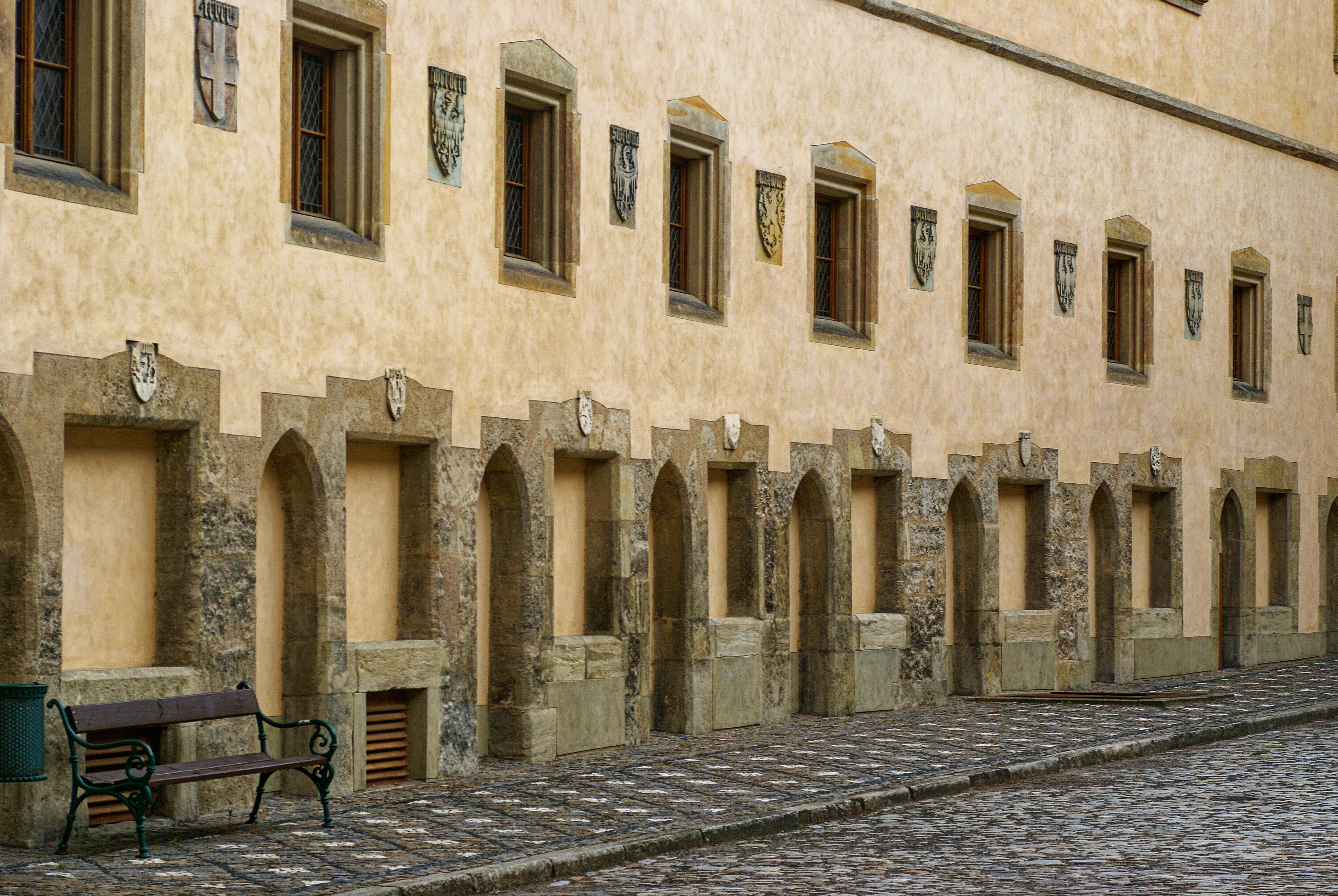
Šmitny
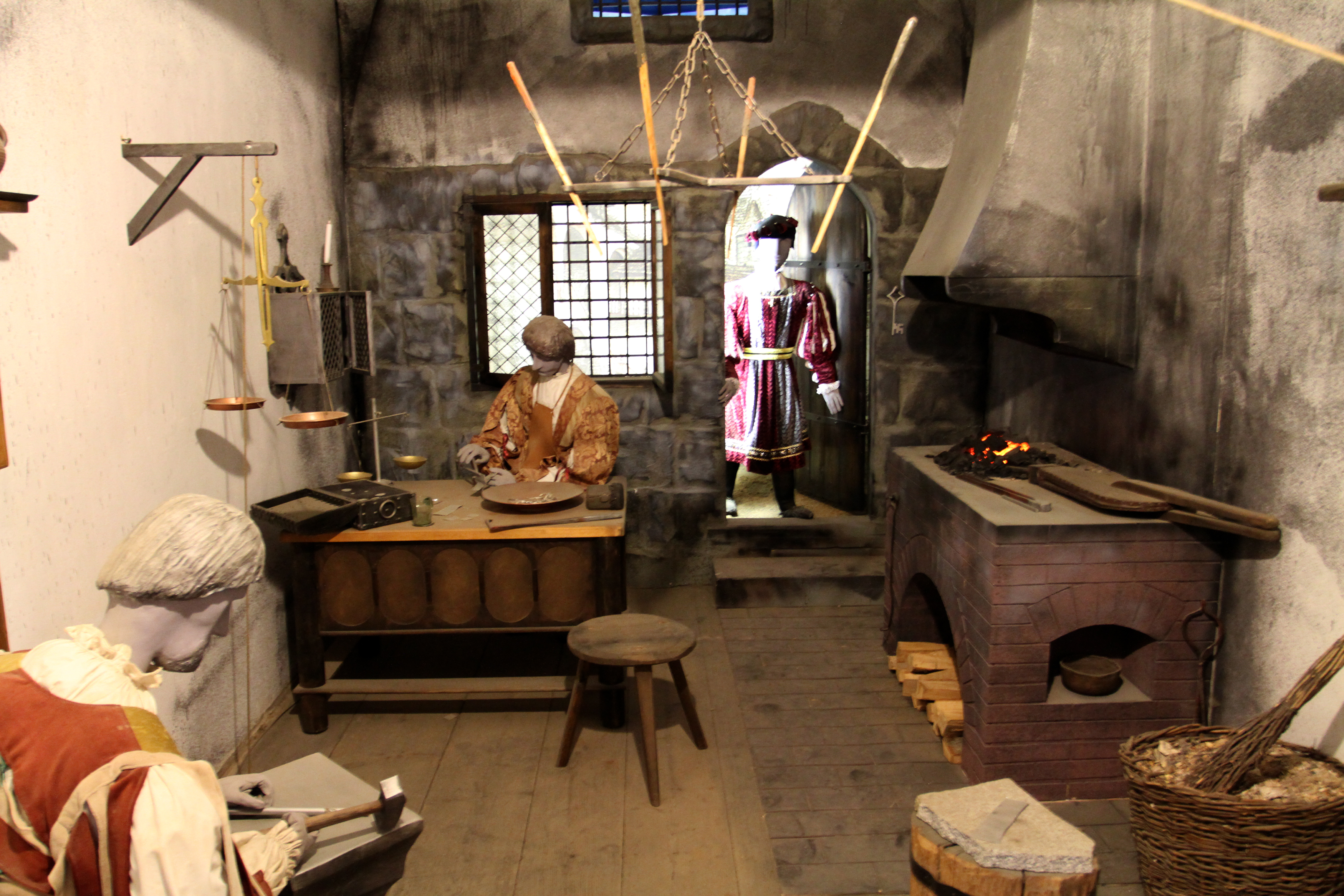
Mincovní dílna
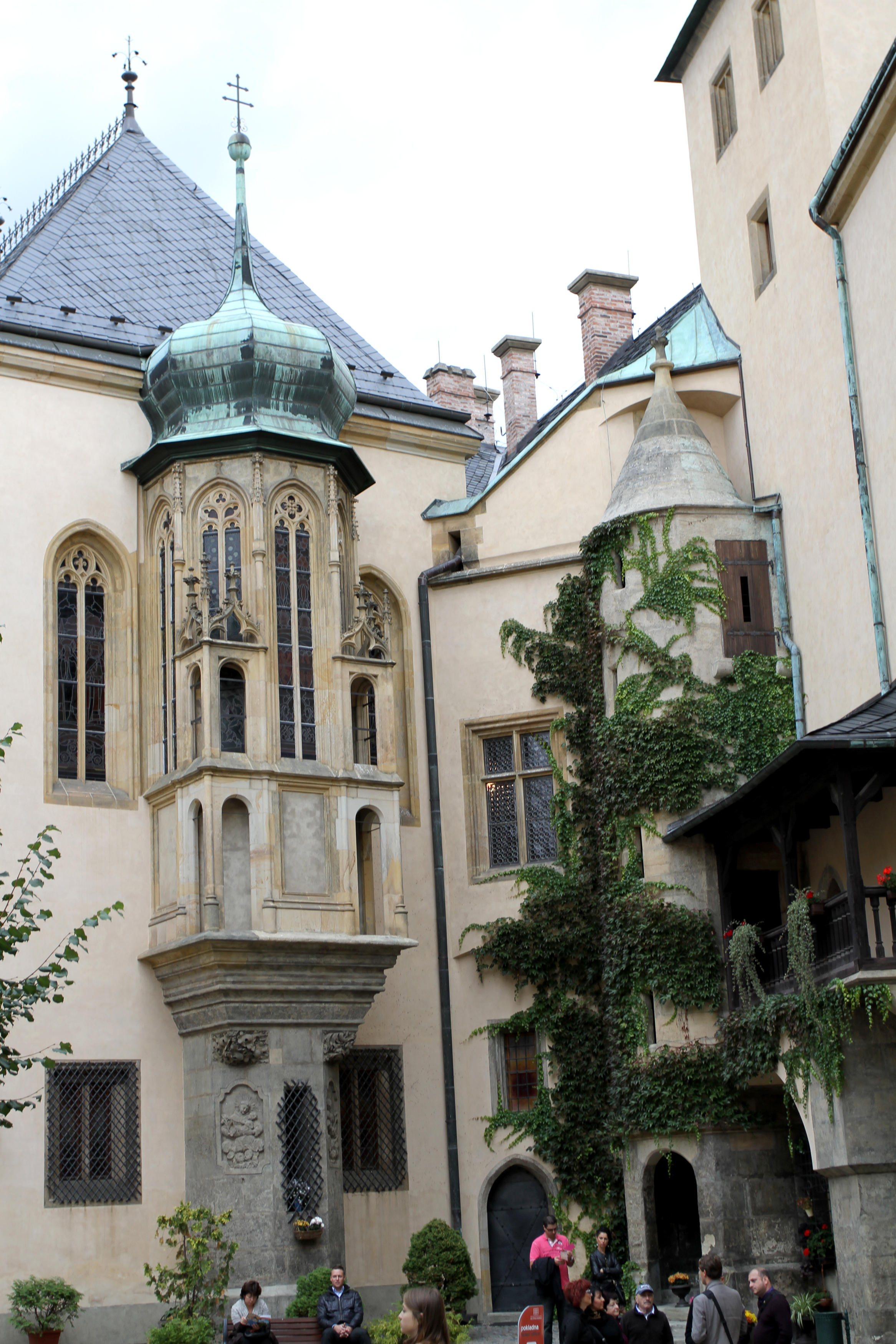
Arkýř kaple